# Johann Christian Wilhelm Augusti
Johann Christian Wilhelm Augusti (ur. 27 października 1771 w Eschenbergen, zm. 28 kwietnia 1841 w Koblencji) – niemiecki teolog ewangelicki, archeolog, orientalista, rektor Uniwersytetu Wrocławskiego w latach 1812–1814 i Uniwersytetu w Bonn w latach 1819–1820 i 1823–1824.

## Życiorys
Urodził się w 1771 roku w Eschenbergen koło Gothy w Turyngii. Pochodził z rodziny o żydowskim pochodzeniu. Jego dziadek był rabinem, który przeszedł na chrześcijaństwo. W młodości uczęszczał do gimnazjum w Gocie, a następnie studiował języki orientalne w Jenie na miejscowym uniwersytecie. Po ukończeniu studiów związał się zawodowo ze swoją macierzystą uczelnią, zostając na niej profesorem w 1803 roku. Studiował także teologię, z której profesurę uzyskał w 1812 roku. Przez jakiś czas wykładał także na Królewskim Uniwersytecie Wrocławskim, gdzie był rektorem przez dwie kadencje od 1812 do 1814 roku.
W 1819 roku przeprowadził się do Bonn, zostając profesorem na Uniwersytecie Reńskim Fryderyka Wilhelma. Także tam piastował urząd rektora w latach 1819-1820 i 1823-1824 (professor primarius). W 1828 roku został członkiem Rady Konsystorskiej w Koblencji, pełniąc przez jakiś czas stanowisko jej przewodniczącego. Tam też zmarł w 1841 roku.

## Dzieła
- Übersetzung und Erläuterung einzelner Stücke des Koran (1798)
- Exegetisches Handbuch des A. T. (1797-1800)
- Ausgabe der Apokryphen des A. T. (1804)
- Grundriß einer historisch-kritischen Einleitung ins A. T. (1806)
- Denkwürdigkeiten aus der christlichen Archäologie (1817-1831, 12 tomów)
- Kritik der neuen preußischen Kirchenagende (Bonn 1824)
- Näheren Erklärung über das Majestätsrecht (Bonn 1825)
- Corpus librorum symbolicorum, qui in ecclesia reformatorum auctoritatem publicam obtinuerunt (1827)
- Bemerkungen über die neue Organisation der evangelischen Kirche des Großherzogthums Hessen (1833)
- Historische Einleitung in die beiden Hauptkatechismen der evangelischen Kirche (1834)
- Handbuch der christlichen Archäologie (1837, trzy tomy)